# Antoine Adelisse
Antoine Adelisse (* 10. Juni 1996 in Nantes) ist ein französischer Freestyle-Skier. Er startet in den Disziplinen Halfpipe, Slopestyle und Big Air.

## Werdegang
Adelisse, der für den C.S. La Plagne startet, nahm erstmals im Februar 2012 in Jyväskylä am Freestyle-Skiing-Weltcup teil und belegte dabei den 39. Platz im Slopestyle. Bei den Freestyle-Skiing-Weltmeisterschaften 2013 in Voss wurde er Fünfter im Slopestyle und errang bei den Juniorenweltmeisterschaften 2013 in Chiesa in Valmalenco den 14. Platz im Slopestyle und den 12. Platz in der Halfpipe. Im folgenden Jahr kam er in Sotschi bei seiner ersten Olympiateilnahme 2014 auf den 27. Platz und bei den Juniorenweltmeisterschaften in Chiesa in Valmalenco auf den fünften Rang im Slopestyle. Bei den Freestyle-Skiing-Weltmeisterschaften 2015 am Kreischberg belegte er den 22. Platz und bei den Freestyle-Skiing-Weltmeisterschaften 2017 in Sierra Nevada den fünften Platz im Slopestyle. In der Saison 2016/17 erreichte er mit vier Top-Zehn-Platzierungen, darunter Platz zwei im Big Air in Voss, den neunten Platz im Big-Air-Weltcup. Bei den Olympischen Winterspielen 2018 in Pyeongchang errang er den 30. Platz im Slopestyle und bei den Weltmeisterschaften 2019 in Park City den 43. Platz im Slopestyle und den 24. Rang im Big Air. Nach Platz 33 und 23 im Big Air zu Beginn der Saison 2019/20 kam er in Atlanta auf den zweiten Platz im Big Air und wurde in Les Arcs französischer Meister in dieser Disziplin. Bei den Winter-X-Games 2020 in Aspen wurde er Vierter im Big Air. Ende Februar 2020 holte er im Big Air in Deštné seinen ersten Weltcupsieg und belegte abschließend den 23. Platz im Gesamtweltcup und den dritten Rang im Big-Air-Weltcup. Bei den X-Games Norway 2020 in Hafjell gewann er die Goldmedaille im Big Air. Zudem wurde er dort Siebter im Slopestyle.

## Erfolge

### Olympische Spiele
- Sotschi 2014: 27. Slopestyle
- Pyeongchang 2018: 30. Slopestyle

### Weltmeisterschaften
- Voss 2013: 5. Slopestyle
- Kreischberg 2015: 22. Slopestyle
- Sierra Nevada 2017: 5. Slopestyle
- Park City 2019: 24. Big Air, 43. Slopestyle
- Aspen 2021: 11. Big Air, 12. Slopestyle

### Weltcupsiege
Adelisse errang im Weltcup bisher fünf Podestplätze, davon 1 Sieg:
| Datum            | Ort    | Land       | Disziplin |
| ---------------- | ------ | ---------- | --------- |
| 29. Februar 2020 | Deštné | Tschechien | Big Air   |

### Weltcupwertungen
| Saison  | Gesamt | Gesamt | Park & Pipe | Park & Pipe | Big Air | Big Air | Halfpipe | Halfpipe | Slopestyle | Slopestyle |
| Saison  | Platz  | Punkte | Platz       | Punkte      | Platz   | Punkte  | Platz    | Punkte   | Platz      | Punkte     |
| ------- | ------ | ------ | ----------- | ----------- | ------- | ------- | -------- | -------- | ---------- | ---------- |
| 2012/13 | 191.   | 4      | -           | -           | -       | -       | -        | -        | 45.        | 20         |
| 2013/14 | 154.   | 6      | -           | -           | -       | -       | -        | -        | 34.        | 32         |
| 2014/15 | 105.   | 8      | -           | -           | -       | -       | -        | -        | 12.        | 41         |
| 2015/16 | -      | -      | -           | -           | -       | -       | -        | -        | -          | -          |
| 2016/17 | 40.    | 26,83  | -           | -           | 9.      | 161     | -        | -        | 12.        | 69         |
| 2017/18 | 64.    | 20,86  | -           | -           | -       | -       | 49.      | 12       | 13.        | 146        |
| 2018/19 | 163.   | 4,8    | -           | -           | -       | -       | -        | -        | 37.        | 24         |
| 2019/20 | 23.    | 37,6   | -           | -           | 3.      | 188     | 42.      | 10       | 11.        | 87         |
| 2020/21 | -      | -      | 8.          | 13          | 2.      | 80      | 26.      | 5        | 23.        | 28         |

### X-Games
- Winter-X-Games 2020: 4. Big Air
- X-Games Norway 2020: 1. Big Air, 7. Slopestyle
- Winter-X-Games 2021: 2. Big Air